# Línea 1 (AUVASA)
La línea 1 de AUVASA tiene un recorrido diametral que cruza Valladolid de norte a sur pasando por el barrio de España, La Rondilla, el centro de la ciudad y el paseo de Zorrilla en toda su extensión, utilizando su carril bus, hasta el barrio de Covaresa. Da servicio a varios puntos de interés de la capital como el Hospital Clínico Universitario, el Centro de Deporte y Ocio (CDO) Covaresa, la plaza de toros, el parque del Campo Grande, salas culturales como el Teatro Calderón, el Museo Patio Herreriano o el Laboratorio de las Artes (LAVA), y centros comerciales y grandes almacenes como Vallsur, Carrefour o El Corte Inglés. Asimismo, da servicio al aparcamiento disuasorio de Las Moreras.
Tiene parada en los principales intercambiadores del transporte metropolitano de Valladolid: la plaza de Poniente, el paseo de Filipinos y la plaza de Juan de Austria (paseo de Zorrilla 65/130).
La línea 1 de Auvasa fue la más utilizada de la red en 2016, superando los 3 millones y medio de viajes.

## Frecuencias

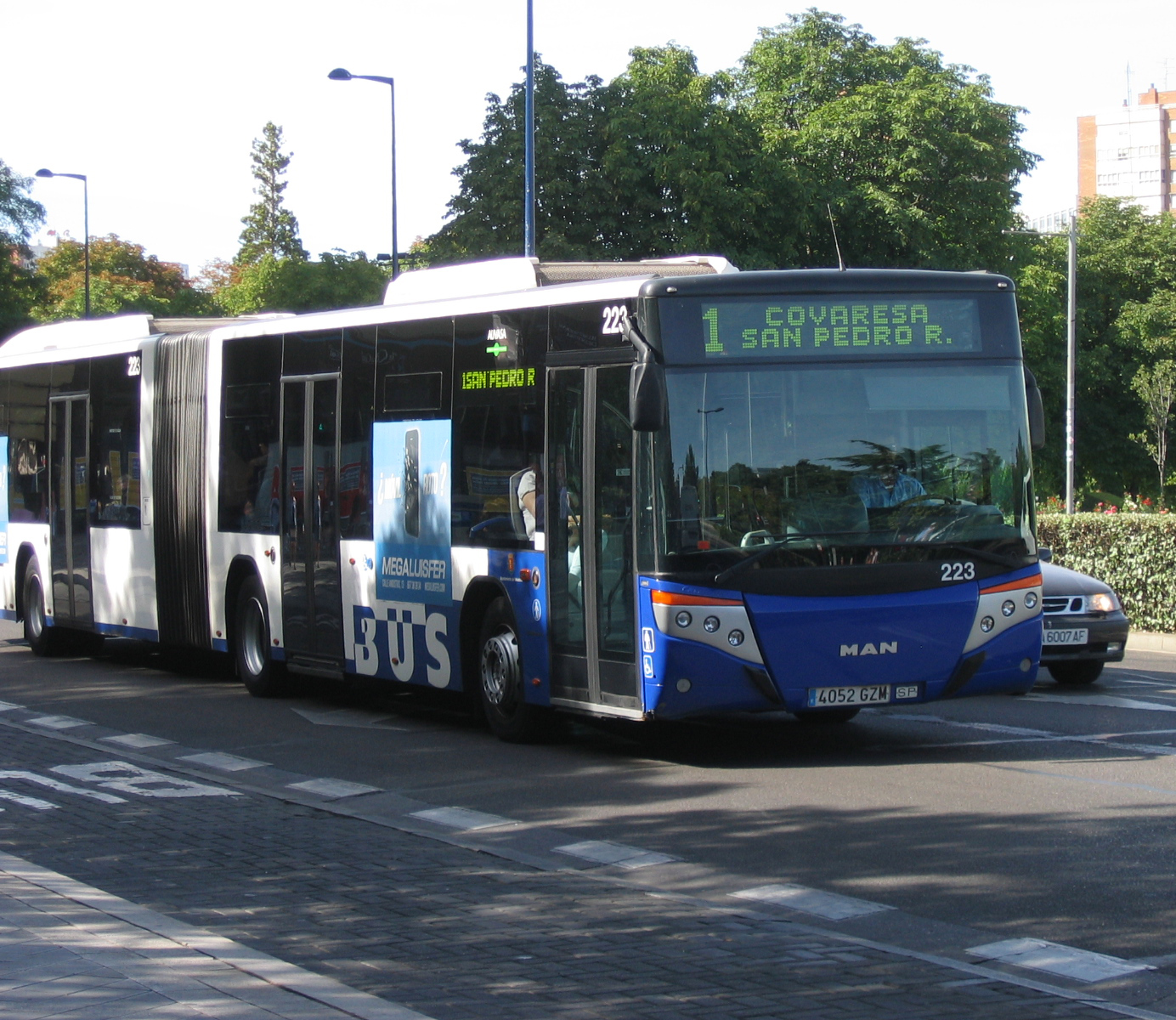
Bus 223 de Auvasa, en el paseo de Isabel la Católica, realizando la línea 1.

Las frecuencias de paso programadas de la línea 1 entre septiembre y junio son:
| DÍA        | LUGAR DE SALIDA | PRIMER SERVICIO     | ÚLTIMO SERVICIO   | FRECUENCIA MEDIA |
| ---------- | --------------- | ------------------- | ----------------- | ---------------- |
| Laborables | BARRIO ESPAÑA   | 7:20-7:30-7:40-7:50 | 22:15-22:35-23:00 | 9-12 min.        |
| Laborables | COVARESA        | 7:10-7:19-7:28      | 22:05-22:15-22:30 | 9-12 min.        |
| Sábados    | BARRIO ESPAÑA   | 7:20-7:30-7:40      | 22:15-22:35-23:00 | 12-14 min.       |
| Sábados    | COVARESA        | 7:15                | 21:55-22:10-22:30 | 12-14 min.       |
| Festivos   | BARRIO ESPAÑA   | 7:30-7:45-7:55      | 22:15-22:35-23:00 | 15-17 min.       |
| Festivos   | COVARESA        | 7:20                | 21:50-22:10-22:30 | 15-17 min.       |

## Paradas
Nota: Al pinchar sobre los enlaces de las distintas paradas se muestra cuanto tiempo queda para que pase el autobús por esa parada.
| Hacia Covaresa                                   | Correspondencia con líneas: |
| ------------------------------------------------ | --------------------------- |
| C/ Costa Brava centro comercial                  | -                           |
| C/ Costa Brava 1 esq. Costa Dorada               | -                           |
| C/ Valle de Arán fte. 40                         | -                           |
| C/ Portillo de Balboa fte. 60 esq. Amor de Dios  | -                           |
| C/ Moradas 31 esq. Nebrija                       | C1 F6                       |
| C/ Moradas 21 esq. Card. Cisneros                | C1 F6                       |
| C/ Card. Torquemada fte. 16                      | C1 F6                       |
| Pza. San Pablo 2 esq. San Quirce                 | -                           |
| C/ Angustias 5 Teatro Calderón                   | 2 F5                        |
| Pza. Universidad esq. López Gómez                | 2 F5                        |
| Pza. España Bola del Mundo                       | 2 4 7 8 F4 F5               |
| Pza. Zorrilla 3 esq. Santiago                    | 4 7 18 19                   |
| Pº Zorrilla 52 esq. Pº Hospital Militar          | 5 7 18 19 26                |
| Pº Zorrilla 88 fte. Pza. de Toros                | 2 5 7 9 18 19 F2            |
| Pº Zorrilla 130 centro comercial                 | 2 5 7 10 18 19 23 26 C1     |
| Pº Zorrilla 166 fte. LAVA                        | 2 5 16 18 19 23 26 C1 H F1  |
| Pº Zorrilla 198 Bº La Rubia                      | 18 19 F1                    |
| Pº Zorrilla 236 centro comercial                 | 18 19 F1                    |
| Pº Zorrilla 346 esq. Vinos Ribera de Duero       | F1                          |
| Pº Zorrilla 364 esq. Vinos de Rueda              | F1                          |
| Ctra. Rueda 204 fte. centro deportivo            | F1                          |
| Pza. Castilla y León 4 esq. Miguel Delibes       | U1 F1                       |
| Hacia Barrio España                              |                             |
| Pza. Castilla y León 1                           | U1 F1                       |
| Ctra. Rueda 131 centro deportivo                 | F1                          |
| Pº Zorrilla 203 esq. Vinos de Cigales            | F1                          |
| Pº Zorrilla 187 esq. Vinos Vega Sicilia          | U1 F1                       |
| Pº Zorrilla 153 fte. centro comercial            | 18 19 F1                    |
| Pº Zorrilla 133 Bº La Rubia                      | 18 19 U1 F1                 |
| Pº Zorrilla 101 LAVA                             | 2 5 16 18 19 23 26 C2 H F1  |
| Pº Zorrilla 65 fte. centro comercial             | 2 5 7 10 18 19 26 C2 U1     |
| Pº Zorrilla 39 esq. Puente Colgante              | 5 7 18 19                   |
| Pº Zorrilla 1 antiguo Hosp. Militar              | 5 7 18 19 26                |
| Pº Zorrilla fte. 10 Campo Grande                 | 5                           |
| Pº Isabel la Católica 1 esq. Veinte de Febrero   | -                           |
| Pza. Poniente fte. Jorge Guillén                 | 3 4 6 8 F3 F4 F5            |
| Pza. Fuente Dorada                               | 2 3 4 6 8 24 F3 F4 F5       |
| C/ Bajada de la Libertad 10 fte. Teatro Calderón | 2 24 F5                     |
| Avda. Ramón y Cajal 3 Hosp. Clínico              | 2 8 17 24 F5                |
| C/ Gondomar 12 esq. Santa Clara                  | 2 17 24                     |
| C/ Card. Torquemada esq. Rondilla Santa Teresa   | 17                          |
| C/ Card. Torquemada esq. Tirso de Molina         | 17 C2 F6                    |
| C/ Card. Torquemada 50 esq. Soto                 | -                           |
| C/ Card. Torquemada 54 Centro Salud Rondilla     | -                           |
| C/ Card. Torquemada fte. Polideportivo Rondilla  | -                           |
| C/ Valle de Arán 48                              | -                           |
| C/ Valle de Arán 76 esq. Costa Brava             | -                           |
| C/ Costa Brava centro comercial                  | -                           |

## Líneas relacionadas
Antes de comenzar el servicio ordinario hacia las 7 de la mañana, el recorrido de la línea 1 lo realizan, en parte, las líneas P2, P13 y M1. Las noches de viernes, sábados y vísperas de festivos el recorrido es realizado, también en parte, por las líneas B1 y B4.
El servicio universitario U1 conecta la mitad sur de la línea 1 y el Campus Miguel Delibes a primera hora de la mañana.